# فرناندو آبرئو
فرناندو دی آبرئو فریرا (به پرتغالی: Fernando Augusto Abreu Ferreira) مدافع اهل برزیل است که در شهر سائوپائولو و در تاریخ ۳ اکتبر ۱۹۸۴ به دنیا آمده‌است. آبرئو در تیم‌های فوتبال Racing B سابقهٔ حضور دارد.